# Pilar de 8 amb folre i manilles

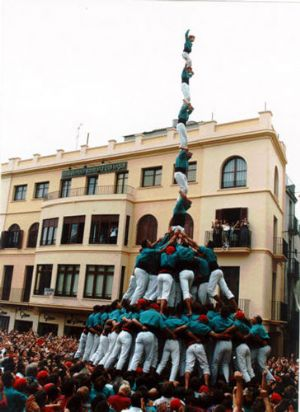
Primer pilar de 8 amb folre i manilles descarregat del (Castellers de Vilafranca 28/09/1997)

El pilar de vuit amb folre i manilles, o simplement, pilar de 8, és un castell de gamma extra de màxima dificultat que té 8 pisos d'alçada i un casteller per pis. El segon pis va reforçat amb una segona pinya, el folre i al damunt d'aquest, en el tercer pis, hi va una tercera pinya de reforç, les manilles. Aquesta circumstància implica que la fràgil estructura del tronc resulti molt vulnerable i depengui més que en altres castells de la solidesa que presenti la pinya, complicant la seva defensa. És el segon pilar de més dificultat mai assolit, per sota del pilar de 9 amb folre, manilles i puntals.
Fins avui dia, només l'han assolit vuit colles: els Castellers de Vilafranca, la Colla Vella dels Xiquets de Valls, els Minyons de Terrassa, la Colla Jove Xiquets de Tarragona, els Castellers de Sants i la Colla Joves Xiquets de Valls, que l'han aconseguit descarregar, i els Xiquets de Tarragona i els Capgrossos de Mataró que l'han carregat però no l'han descarregat mai.

## Història

### Precedents històrics; un castell vallenc de llegenda
El primers pilars de 8 amb folre i manilles documentats es remunten al 1858, quan les dues colles de Valls, la Vella i la Nova, aconseguiren descarregar aquest castell que esdevingué llegendari. Algunes proves apunten que els primers intents d'aquesta construcció van dur-se a terme ja el 1853, consolidant-se així les primeres proves emmanillades de la història.
Segons un text escrit pel doctor Ballester, el primer fou descarregat el 19 d'agost del 1858 per part de la Vella a Vallmoll, i la colla Nova l'assolí cinc dies més tard a Alió. Durant el segle xix es té constància que es descarregà en set ocasions i es va carregar dues vegades més (encara que llavors el castell carregat no comptava com a realitzat). Tots aquests assoliments es duen a terme específicament durant els anys 1858, 1877, 1878, 1880, 1881, 1885, i 1886. Finalment aquest castell es va perdre durant la decadència castellera, sent d'aquest mode una construcció puntual que quedà gravada com un mite del segle xix entre la memòria col·lectiva del Món Casteller.

### La polèmica recuperació del gran pilar alseglexx
Poc més d'un segle més tard del darrer pilar de 8 amb folre i manilles del segle xix, es van recuperar gradualment les construccions emmanillades i la pròpia gamma extra gràcies a la realització del 2 de 9 amb folre i manilles; castell que van carregar els Minyons de Terrassa (Diada dels Minyons, 21-XI-1993) i la Colla Joves Xiquets de Valls (Diada de Santa Teresa, 16-X-1994), i que descarregà finalment la Colla Vella dels Xiquets de Valls (Diada de Santa Úrsula, 23-X-1994). Aquesta gran conquesta va potenciar noves construccions al Món Casteller, i va incentivar nous intents de recuperació d'altres estructures que no es veien des del segle xix. D'aquesta manera ràpidament es van començar a fer proves potents als assajos de les grans colles del moment per intentar dur a terme el pilar de 8 amb folre i manilles del segle xx.
La primera colla que el va dur a plaça van ser els Castellers de Vilafranca, que ja havien tastat les manilles amb les respectives proves infructuoses de torre de nou que diuen provant des de 1989, la qual finalment aconseguirien carregar i descarregar per la Diada de Sant Fèlix de 1995. Però aquest any els verds també van posar les mirades sobre el pilar més gran de l'univers casteller, i va ser la gran temporada de les proves emmanillades: El primer intent de pilar de 8 amb folre i manilles del segle xx va anar a càrrec també dels Castellers de Vilafranca en pròpia plaça, creant-se una diada en concret per a l'ocasió; el dia 22 de juliol de 1995. Aquest intent, que va quedar lluny de carregar-se, no va ser gaire ben vist per la resta del Món Casteller. Primer de tot, els castellers vilafranquins no havien descarregat encara ni el pilar de 7 amb folre ni el pilar de 6 (tot just en duien dos carregats de cada). A més, la creació d'una diada artificial feta expressament per endur-se la fita del primer pilar emmanillat del segle xx no fou un acte ben rebut per les altres colles, les quals no havien modificat pas mai el calendari casteller en benefici propi fins aquella data.
Encesa la polèmica del pilar, durant la temporada van seguir duent-se a terme nombroses proves per millorar-ne el rendiment. Finalment, abans d'acabar l'any va arribar el primer pilar de 8 carregat del segle xx a càrrec dels Castellers de Vilafranca, i va arribar per la Diada de Sant Ramon de Vilafranca del Penedès el 31 d'agost de 1995. No obstant, s'hauria d'esperar bastant de temps per veure'n la seva primera descarregada; el primer pilar de 8 amb folre i manilles descarregat del segle no es va assolir fins dues temporades després, quan la mateixa colla que el carregà aconseguí descarregar-lo al mateix escenari, durant el 28 de setembre de 1997.

### El currículum del pilar emmanillat rere la seva recuperació

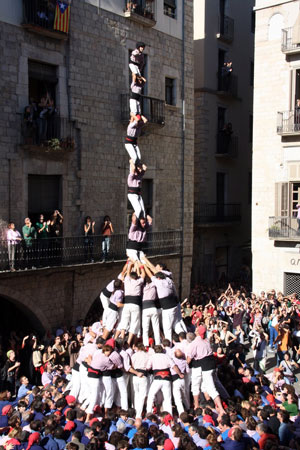
Pilar de 8 amb folre i manilles descarregat pels Minyons de Terrassa (Girona 2008)

Junt a les citades fites pilaneres dels verds, en total només vuit colles han assolit aquest castell: 
- La Colla Vella dels Xiquets de Valls el carregà per primera vegada el 4 d'octubre de 1998 a Tarragona i aconseguí descarregar-lo per la diada de Santa Úrsula del mateix any (25 d'octubre de 1998).

- Els Minyons de Terrassa que el carregaren per primera vegada el 17 d'octubre de 1999 i l'aconseguien descarregar en la diada de Sant Narcís a Girona el 26 d'octubre del 2008, fet que repetiren un any més tard, el 25 d'octubre del 2009.[2]

- La Colla Jove Xiquets de Tarragona el carregà per primera vegada el 12 d'octubre del 2013 al Vendrell. Finalment, rere anys de lluita amb vàries proves que acabaren en llenya, van aconseguir descarregar-lo durant la Festa Major del Catllar, el 22 d'agost de 2015.

- La Colla Joves Xiquets de Valls el carregà per primera vegada el 27 d'octubre del 2013 per la Diada de Santa Úrsula a Valls, començant així una relació complexa que s'allargaria anys per arribar a descarregar-lo. Rere diverses proves que no arribaren a la descarregada durant la temporada 2014, la colla l'abandonà durant dues temporades. Ara bé, al arribar al 2017 els vallencs tornaren a lluitar per aconseguir el pilar emmanillat, i rere carregar-lo a la Festa Major de la Bibal del Penedès i a la Diada de Sant Fèlix de Vilafranca, van aconseguir descarregar-lo per primera vegada el 10 de setembre del 2017 a la Plaça del Blat de Valls.

- Els Castellers de Sants el carregaren per primer cop el 16 de novembre del 2014 per la Diada dels Minyons de Terrassa a Terrassa. Al cap de dues temporades el descarregaren a la seva diada, el 16 d'octubre de 2016.

- Els Xiquets de Tarragona van arribar a carregar-lo durant la diada de primer diumenge de festes de Tarragona, el 20 de setembre de 2015.

- Els Capgrossos de Mataró el van carregar per primer cop l'1 de novembre del 2015 per la Diada de Tot Sants a Vilafranca del Penedès.

### Grans fites pilaneres endinsant-se alseglexxi
A partir de la temporada 2013 es va marcar un punt de transició en la història dels pilars emmanillats, perquè diverses colles van començar a dur-lo a terme successivament, trencant-se així el triangle pilaner que se centrava en Vilafranca, la Vella i els Minyons. Aquella temporada la Colla Jove dels Xiquets de Tarragona i la Colla Joves Xiquets de Valls el carregaven per primera vegada, i la cursa dels pilars va seguir prosperant. D'aquest any destacà notablement la cursa pilanera que va oferir la Colla Joves Xiquets de Valls, ja que en pocs mesos va arribar a fer una fita pilanera molt sorprenent; el dia 1 de setembre va recuperar el pilar de 6 (l'últim de la Joves fou al 2009) per la Diada de Santa Rosalia de Torredembarra, el 29 de setembre va descarregar el pilar de 7 amb folre (l'últim de la Joves fou al 2008) per la Diada de Sant Miquel de Lleida, i finalment el 27 d'octubre van carregar el primer pilar de 8 amb folre i manilles de la seva era moderna per la Diada de Santa Úrsula de Valls. Tot plegat, era una progressió pilanera sense precedents que va sorprendre a la crítica castellera del moment.
L'any 2014 va marcar una tendència pilanera extraordinària, fent que el pilar de 8 amb folre i manilles anés encara més a l'alça. Durant la històrica Diada de Sant Fèlix del 2014 es va concloure l'actuació amb quatre colles assolint el pilar de vuit amb folre i manilles, una fita èpica que mai a la història s'havia vist i que quedà inscrita en la memòria col·lectiva. El pilar dels verds va ser l'únic descarregat, i les altres tres colles (Joves, Jove i Vella) el carregaren. Aquest potent final de diada va marcar l'inici d'una nova era pilanera, començant a veure's amb major freqüència els espadats emmanillats durant les grans diades del calendari casteller. A més, a finals d'aquell any els Castellers de Sants el van carregar per primer cop al seu historial, sent així la sisena colla en fer aquest gran espadat.

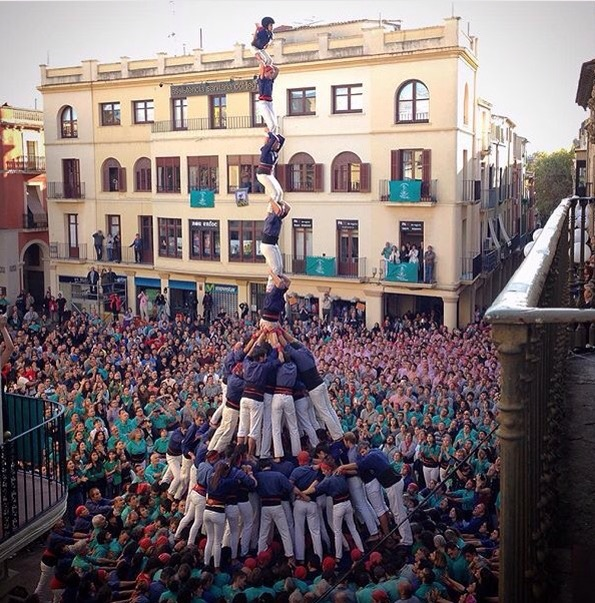
Primer pd8fmc dels Capgrossos de Mataró, ofert el 2015 a Vilafranca

La temporada 2015 no va ser menys, i va seguir vivint-se un potentíssim auge pilaner. Ja per començar, va viure's la primera diada castellera en què s'han assoliren tres pilars de 8 amb folre i manilles descarregats, durant la diada castellera de la festa major del Catllar de l'any 2015, en què la Colla Vella dels Xiquets de Valls, Castellers de Vilafranca i Colla Jove Xiquets de Tarragona el van completar exitosament a plaça. A més, el pilar tarragoní d'aquella diada era el primer que la Jove de Tarragona descarregava rere anys de lluita amb l'espadat emmanillat. Aquell mateix any els Xiquets de Tarragona van arribar a carregar-lo durant el setembre per primera vegada, i abans d'acabar la temporada els Capgrossos de Mataró el van coronar també per primer cop al seu historial durant el mes de novembre. D'aquesta manera s'amplià encara més el ventall de colles capaces de fer el pilar de vuit amb folre i manilles, oferint-se així unes xifres pilaneres mai vistes a la història castellera. Tanmateix, els Castellers de Vilafranca van acabar l'any esgrimint un rècord pilaner mai vist i encara no superat avui en dia, assolint un total de deu pilars de 8 amb folre i manilles descarregats en una única temporada.

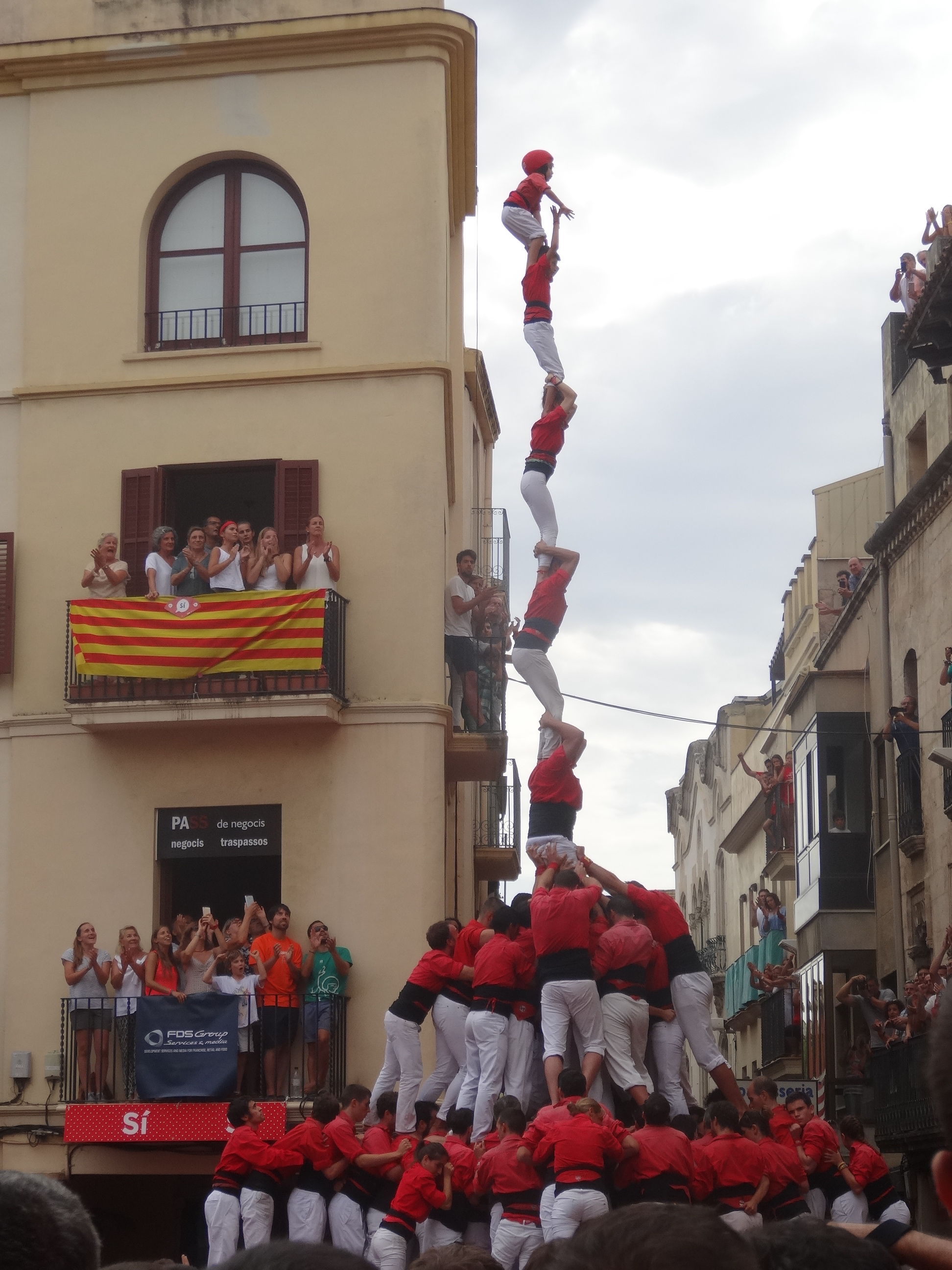
Pd8fmc de la CJXV a la Diada de Sant Fèlix 2017, un dels grans èxits pilaners que va oferir la colla aquell any en la seva cursa de recuperació d'espadats de mèrit

Les darreres temporades el pilar de 8 emmanillat ha seguit millorant. El 16 d'octubre de 2016, a Barcelona, els Castellers de Sants descarregaven per primer cop el Pd8fm, al costat d'un -també descarregat- dels Minyons de Terrassa. El mateix dia, la Colla Jove Xiquets de Tarragona descarregava el seu tercer pilar emmanillat al Vendrell. El 2017 la Colla Joves de Valls va oferir una gran progressió pilanera que els va portar a descarregar el seu primer pilar gran el 10 de setembre de 2017 a la Diada Nacional. Els Capgrossos de Mataró el van recuperar carregant-lo per Tots Sants i els Xiquets de Tarragona van intentar per Santa Tecla (les dues colles no el feien des de 2015), mentre que la Colla Jove va ser la que més el va portar a plaça (5d+1c); una fita que mantenien els verds des del 2010.
L'any 2022 va deixar de ser el pilar de més dificultat aconseguit, quan els Castellers de Vilafranca van carregar el pilar de 9 amb folre, manilles i puntals a la diada de Tots Sants, el 1r. de novembre de 2022.

## Colles

### Assolit
Actualment hi ha 8 colles castelleres que han aconseguit carregar el pilar de 8 amb folre i manilles. Sis d'aquestes colles també han aconseguit descarregar-lo. La taula següent mostra la data (any/mes/dia), diada i plaça en què les colles el carregaren i/o descarregaren per primera vegada en el segle xx o xxi:

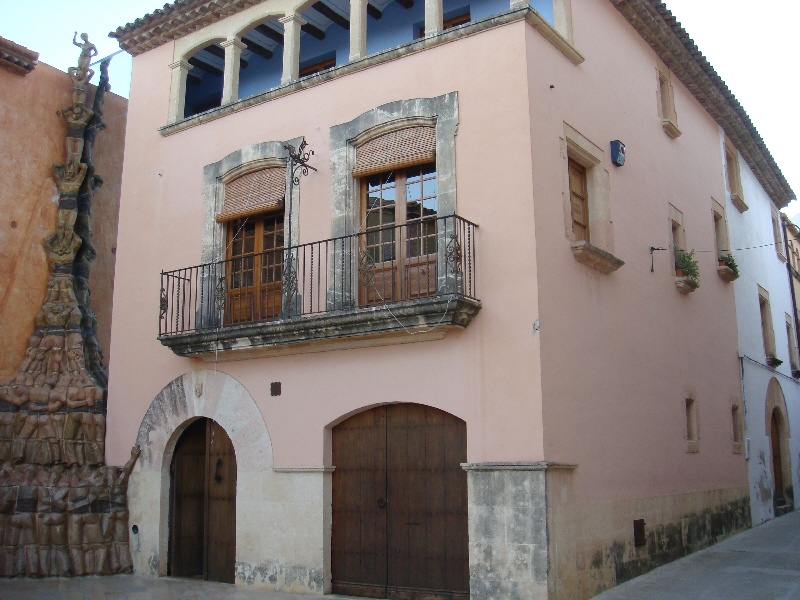
Escultura del pilar de 8 amb folre i manilles a la Plaça del Pou d'Altafulla

| Núm. | Colla                             | Carregat         | Diada                                 | Plaça                                    | Descarregat      | Diada                                     | Plaça                                    |
| ---- | --------------------------------- | ---------------- | ------------------------------------- | ---------------------------------------- | ---------------- | ----------------------------------------- | ---------------------------------------- |
| 1    | Castellers de Vilafranca          | 31 agost 1995    | Diada de Sant Ramon                   | Plaça de la Vila, Vilafranca del Penedès | 28 setembre 1997 | Diada de Sant Miquel                      | Plaça de la Vila, Vilafranca del Penedès |
| 2    | Colla Vella dels Xiquets de Valls | 4 octubre 1998   | XVII Concurs de castells de Tarragona | Plaça de Braus, Tarragona                | 25 octubre 1998  | Diada de Santa Úrsula                     | Plaça del Blat, Valls                    |
| 3    | Minyons de Terrassa               | 17 octubre 1999  | Diada dels Capgrossos de Mataró       | Plaça de Santa Anna, Mataró              | 26 octubre 2008  | Diada de Sant Narcís                      | Plaça del Vi, Girona                     |
| 4    | Colla Jove Xiquets de Tarragona   | 13 octubre 2013  | Diada de Santa Teresa                 | Plaça Vella, El Vendrell                 | 22 agost 2015    | Diada de Festa Major                      | Plaça de la Vila, El Catllar             |
| 5    | Colla Joves Xiquets de Valls      | 27 octubre 2013  | Diada de Santa Úrsula                 | Plaça del Blat, Valls                    | 10 setembre 2017 | Vigília de la Diada Nacional de Catalunya | Plaça del Blat, Valls                    |
| 6    | Castellers de Sants               | 16 novembre 2014 | Diada dels Minyons de Terrassa        | Plaça Vella, Terrassa                    | 16 octubre 2016  | Diada dels Castellers de Sants            | Plaça de Bonet i Muixí, Barcelona        |
| 7    | Xiquets de Tarragona              | 20 setembre 2015 | Diada del primer diumenge de festes   | Plaça de la Font, Tarragona              | No Descarregat   | No Descarregat                            | No Descarregat                           |
| 8    | Capgrossos de Mataró              | 1 novembre 2015  | Diada de Tots Sants                   | Plaça de la Vila, Vilafranca del Penedès | No Descarregat   | No Descarregat                            | No Descarregat                           |

## Estadística
| Resultat              |
| --------------------- |
| Descarregat (D)       |
| Carregat (C)          |
| Intent (I)            |
| Intent desmuntat (ID) |

Actualitzat el 31 de desembre de 2024

### Nombre de vegades
Fins a l'actualitat s'han fet més de 250 temptatives d'aquest castell. La colla que més vegades l'ha portat a plaça són, amb diferència, els Castellers de Vilafranca.
| Núm.        | Colla                             | Resultats globals | Resultats globals | Resultats globals | Resultats globals | Total | Resultats parcials | Resultats parcials | Resultats parcials |
| Núm.        | Colla                             | D                 | C                 | I                 | ID                | Total | Assolit (D+C)      | No assolit (I+ID)  | Caigudes (C+I)     |
| ----------- | --------------------------------- | ----------------- | ----------------- | ----------------- | ----------------- | ----- | ------------------ | ------------------ | ------------------ |
| 1           | Castellers de Vilafranca          | 93                | 20                | 10                | 3                 | 126   | 113                | 13                 | 30                 |
| 2           | Colla Vella dels Xiquets de Valls | 28                | 12                | 4                 | 2                 | 46    | 40                 | 6                  | 16                 |
| 3           | Colla Jove Xiquets de Tarragona   | 18                | 10                | 1                 | 0                 | 29    | 28                 | 1                  | 11                 |
| 4           | Minyons de Terrassa               | 18                | 9                 | 5                 | 0                 | 32    | 27                 | 5                  | 14                 |
| 5           | Colla Joves Xiquets de Valls      | 14                | 5                 | 3                 | 1                 | 23    | 19                 | 4                  | 8                  |
| 6           | Castellers de Sants               | 1                 | 1                 | 1                 | 0                 | 3     | 2                  | 1                  | 2                  |
| 7           | Capgrossos de Mataró              | 0                 | 3                 | 1                 | 0                 | 4     | 3                  | 1                  | 4                  |
| 8           | Xiquets de Tarragona              | 0                 | 1                 | 1                 | 2                 | 4     | 1                  | 3                  | 2                  |
| Total       | Total                             | 172               | 61                | 26                | 8                 | 267   | 233                | 34                 | 87                 |
| Percentatge | Percentatge                       | 64%               | 23%               | 10%               | 3%                | 100%  | 87%                | 13%                | 33%                |

### Poblacions

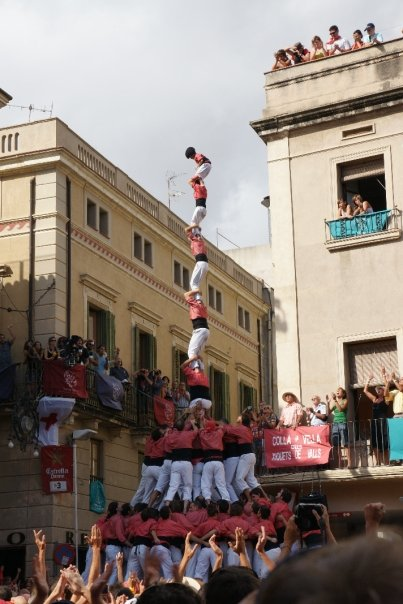
Pilar de 8 amb folre i manilles descarregat per la Colla Vella dels Xiquets de Valls (Vilafranca 2009)

Fins a l'actualitat el pilar de 8 amb folre i manilles s'ha intentat a 16 poblacions diferents. La població on s'han provat més pilars de 8 és Vilafranca del Penedès.
| Núm.  | Població               | D   | C  | I  | ID | Total |
| ----- | ---------------------- | --- | -- | -- | -- | ----- |
| 1     | Vilafranca del Penedès | 52  | 25 | 8  | 2  | 87    |
| 2     | Valls                  | 23  | 3  | 2  | 2  | 30    |
| 3     | Tarragona              | 18  | 14 | 9  | 0  | 41    |
| 4     | El Catllar             | 12  | 0  | 0  | 0  | 12    |
| 5     | Terrassa               | 11  | 3  | 2  | 0  | 16    |
| 6     | Vilanova i la Geltrú   | 11  | 0  | 0  | 1  | 12    |
| 7     | Barcelona              | 10  | 1  | 0  | 0  | 11    |
| 8     | L'Arboç                | 8   | 1  | 1  | 0  | 10    |
| 9     | Girona                 | 6   | 1  | 1  | 0  | 8     |
| 10    | La Bisbal del Penedès  | 5   | 3  | 1  | 0  | 9     |
| 11    | Reus                   | 5   | 0  | 0  | 0  | 5     |
| 12    | Mataró                 | 4   | 4  | 0  | 0  | 8     |
| 13    | El Vendrell            | 4   | 2  | 0  | 0  | 6     |
| 14    | Altafulla              | 1   | 4  | 0  | 3  | 8     |
| 15    | Igualada               | 1   | 0  | 0  | 0  | 1     |
| 16    | Sabadell               | 1   | 0  | 2  | 0  | 3     |
| Total | Total                  | 172 | 61 | 26 | 8  | 267   |

### Temporades
| Núm.  | Colla                             | 1995   | 1996   | 1997        | 1998       | 1999       | 2000   | 2001       | 2002       | 2003       | 2004   | 2005   | 2006 | 2007    | 2008   | 2009       | 2010       | 2011       | 2012 | 2013       | 2014            | 2015    | 2016        | 2017             | 2018   | 2019         |  | 2022       | 2023    | 2024         | Total               |
| ----- | --------------------------------- | ------ | ------ | ----------- | ---------- | ---------- | ------ | ---------- | ---------- | ---------- | ------ | ------ | ---- | ------- | ------ | ---------- | ---------- | ---------- | ---- | ---------- | --------------- | ------- | ----------- | ---------------- | ------ | ------------ |  | ---------- | ------- | ------------ | ------------------- |
| 1     | Castellers de Vilafranca          | 2c, 2i | 1c, 1i | 1d, 2c, 1id | 2c         | 5d, 1c     | 4d, 1c | 3d, 1c, 1i | 2d, 1i     | 1d, 1i     | 2d, 1i | 3d, 1c | 3d   | 3d      | 2d, 1c | 3c         | 5d, 1c     | 4d, 1c     | 3d   | 5d         | 5d, 1c          | 10d     | 8d, 1c      | 3d, 1i, 1id      | 1d, 1c | 3d           |  | 4d, 1i     | 4d      | 9d, 1id      | 93d, 20c, 10i, 3id  |
| 2     | Colla Vella dels Xiquets de Valls |        |        |             | 1d, 1c, 1i | 1c         | 1c     |            | 1d         |            |        |        |      | 1d, 1id | 3c     | 2d, 1i     | 2i         |            |      | 3d, 1c     | 2d, 2c          | 4d, 1c  | 2d, 1c      | 2d               | 1d     | 2d           |  | 1d         | 3d, 1c  | 3d, 1id      | 28d, 12c, 4i, 2id   |
| 3     | Minyons de Terrassa               |        |        |             |            | 1c, 2i     |        | 1c, 2i     | 1c         | 1c         |        |        |      |         | 1d, 1c | 1d         |            | 1c, 1i     |      |            | 1d              | 3d, 2c  | 3d          | 2d, 1c           | 1d     | 6d           |  |            |         |              | 18d, 9c, 5i         |
| 4     | Colla Jove Xiquets de Tarragona   |        |        |             |            |            |        |            |            |            |        |        |      |         |        |            |            |            |      | 1c, 1i     | 2c              | 1d, 2c  | 2d, 2c      | 5d, 1c           | 4d, 1c | 2d           |  |            |         | 4d, 1c       | 14d, 10c, 1i        |
| 5     | Colla Joves Xiquets de Valls      |        |        |             |            |            |        |            |            |            |        |        |      |         |        |            |            |            |      | 1c, 1i     | 1c, 1i          |         |             | 1d, 2c, 1i       |        | 2d, 1id      |  | 1c         | 4d      | 7d           | 14d, 5c, 3i, 1id    |
| 6     | Castellers de Sants               |        |        |             |            |            |        |            |            |            |        |        |      |         |        |            |            |            |      |            | 1c              |         | 1d, 1i      |                  |        |              |  |            |         |              | 1d, 1c, 1i          |
| 7     | Capgrossos de Mataró              |        |        |             |            |            |        |            |            |            |        |        |      |         |        |            |            |            |      |            | 1i              | 1c      |             | 1c               |        | 1c           |  |            |         |              | 3c, 1i              |
| 8     | Xiquets de Tarragona              |        |        |             |            |            |        |            |            |            |        |        |      |         |        |            |            |            |      |            | 2id             | 1c      |             | 1i               |        |              |  |            |         |              | 1c, 1i, 2id         |
| Total | Total                             | 2c, 2i | 1c, 1i | 1d, 2c, 1id | 1d, 3c, 1i | 5d, 3c, 2i | 4d, 2c | 3d, 2c, 3i | 3d, 1c, 1i | 1d, 1c, 1i | 2d, 1i | 3d, 1c | 3d   | 4d, 1id | 3d, 5c | 3d, 3c, 1i | 5d, 1c, 2i | 4d, 2c, 1i | 3d   | 8d, 3c, 2i | 8d, 7c, 2i, 2id | 18d, 7c | 16d, 4c, 1i | 13d, 5c, 3i, 1id | 7d, 2c | 15d, 1c, 1id |  | 5d, 1c, 1i | 11d, 1c | 23d, 1c, 2id | 172d, 61c, 26i, 8id |